# 口唇 (GLAY單曲)
《口唇》，日本樂團GLAY的第11張單曲。1997年5月14日發行。 

## 簡介
前作《a Boy～一直無法忘懷～》約半年之後發行，現在因版權問題已成為廢盤。
成員間都認為「這首歌會好賣」，同日發行的單曲還有人氣偶像團體SMAP的《芹菜》，於外界普遍預想的相反，GLAY力壓SMAP獲得他們首個Oricon公信榜冠軍。
是1997年度日本單曲銷量第17位。日本唱片協會認證的百萬唱片，Oricon統計銷量99.4萬張，是Oricon銷量最接近百萬張的其中一張單曲。
c/w曲《戀慕春天的人》是第三張錄音室專輯《BELOVED》的recut。

## 收錄曲目
1. 口唇
  - 作詞、作曲：TAKURO；編曲：GLAY、佐久間正英
  - 富士電視台《HEY!HEY!HEY!MUSIC CHAMP》的主題曲
2. 戀慕春天的人（春を愛する人）
  - 作詞、作曲：TAKURO；編曲：GLAY、佐久間正英
3. 口唇 (instrumental)